# ماريو + رابيدز سباركس أوف هوب
ماريو + رابيدز سباركس أوف هوب (بالإنجليزية: Mario + Rabbids Sparks of Hope)‏ هي لعبة فيديو تقمص أدوار تكتيكية متقاطعة تناوب الأدوار طورتها ونشرتها يوبي سوفت لنظام نينتندو سويتش. اللعبة عبارة عن تقاطع بين امتيازي ماريو من نينتندو ورابيدز من يوبي سوفت، وهي تكملة للعبة 2017 ماريو + رابيدز كينغدوم باتل. من المقرر إطلاقه في عام 2022.

## الحبكة
كيان يسمى كورزا كان يبحث عن طاقة الشرر الفخري، المخلوقات التي تشكلت عن طريق اندماج لوماز ورابيدز، وأثناء القيام بذلك، أغرقت المجرة في حالة من الفوضى. يجب على ماريو وأصدقاؤه السفر إلى عوالم مختلفة لإعادة السلام إلى المجرة وإنقاذ الشرارات وهزيمة كورسا.

## أسلوب اللعب
أسلوب اللعب في سباركس أوف هوب مشابهة إلى حد كبير لتلك التي في كينغدوم باتل. يمكن للاعبين بناء قائمة الشخصيات الخاصة بهم من تسعة متاحين، بما في ذلك ماريو، لويجي، برينسيس بيتش، رابيد بيتش، رابيد لويجي، رابيد ماريو، ورابيد روزالينا. يتم تكليف اللاعبين أيضًا بإنقاذ الشرارات في جميع أنحاء المجرة، والذين يقدمون قوى مميزة تساعد اللاعب في المعركة. تعمل شخصية بيب-0 مرة أخرى كدليل للشخصيات الأخرى.
على عكس اللعبة الأولى، تكون تصميمات المستوى أقل خطية، وتتميز القتال بنظام جديد يتجاهل تخطيط اللعبة الأول المبني على الشبكة. تمت مقارنة هذه المعركة الجديدة بتلك الخاصة بألعاب مثل ديفينيتي: أوربجبنال سين. تتميز أيضًا بمواجهات العدو خارج القتال القائم على الأدوار. قال المصمم الرئيسي كزافييه مانزاناريس متحدثًا عن القتال الجديد: «يمكنك التحرك في هذه المنطقة من الحركة بالطريقة التي تريدها، يمكنك تحريك بوب-أومب، ثم يكون في يدك. يمكنك التحرك كما تريد، ولكن ثم سينفجر. لذلك لديك بضع ثوان للرد، وهو أمر مختلف تمامًا عما كان لدينا في الماضي. ولذا فهو يجلب هذا العنصر في الوقت الفعلي إلى المزيج».
على عكس كينغدوم باتل، ستكون سباركس أوف هوب قابلة للعب فقط كلعبة فردية.

## التطوير
أعلنت اللعبة في 12 يونيو 2021 على موقع نينتندو الإلكتروني، حيث كشفت عن العنوان ونافذة الإصدار لعام 2022 ولقطات شاشة مختلفة. بعد ساعات في حدث يوبي سوفت لمعرض الترفيه الإلكتروني 2021، تم تفصيل اللعبة بشكل أكبر مع طريقة اللعب ومقطورة سينمائية. في ذلك اليوم أيضًا، أعلن غرانت كيرخوب أنه سيعود ليسجل صوت اللعبة.
صرح المدير الإبداعي ديفيد سولياني أن فريق التطوير قد نظر إلى اللعبة على أنها «تكملة روحية» للأولى، و «طريقة جديدة على النوع التكتيكي»، ويرجع ذلك جزئيًا إلى القتال الجديد وتوسع اللعبة خارج نطاق مملكة الفطر للتركيز على مجموعة من المواقع المجرية.

## الملاحظات
1. ↑  بالتعاون مع يوبي سوفت باريس.

## وصلات خارجية
- الموقع الرسمي
- الموقع الرسمي